# Lars Akselsson
Lars Akselsson, född 2 januari 1890 i Uppsala, död 5 september 1969 i Engelbrekts församling i Stockholm, var en svensk statistiker och ekonomiexpert. 
Akselsson avlade filosofie licentiatexamen vid Uppsala universitet 1914. Han var chef för Järnvägsstyrelsens statistiska kontor 1918–1930 och huvudredaktör för Nordisk järnbanetidskrift 1925–1930. Akselsson var verkställande direktör för Skattebetalarnas förening och redaktör för Sunt förnuft från 1930 samt ledamot och sekreterare av olika kommittéer 1917–1930. Åren 1942–1944 var han ledamot av Stockholms drätselnämnd.
Han var son till överbibliotekarien Aksel Andersson och Hildur Wiklund samt bror till Harald Akselsson. Han gifte sig 1922 med Elsa Wirsén (1892–1964) och fick barnen Bengt Akselsson (1923–2009), Ingrid Akselsson (1924–1989) och Elsa Hernfalk (född 1927).